# Gouvernement Bajuk
République de Slovénie
Drnovšek III Drnovšek IV
Le gouvernement Bajuk (en slovène : 5. vlada Republike Slovenije) est le gouvernement de la république de Slovénie entre le 7 juin et le 30 novembre 2000, durant la 2e législature de l'Assemblée nationale.
Il est dirigé par le chrétien-démocrate Andrej Bajuk et repose sur une coalition minoritaire de deux, puis trois, partis de centre droit. Il succède au troisième gouvernement du libéral-démocrate Janez Drnovšek, renversé par le rejet d'une question de confiance. Il cède le pouvoir au quatrième cabinet de Drnovšek, vainqueur des élections législatives.

## Historique
Dirigé par le nouveau président du gouvernement chrétien-démocrate Andrej Bajuk, ce gouvernement est constitué et soutenu par une coalition de centre droit entre le Parti populaire slovène (SLS+SKD) et le Parti social-démocrate de Slovénie (SDSS). Ensemble, ils disposent de 44 députés sur 90, soit 48,9 % des sièges de l'Assemblée nationale.
Il est formé à la suite de l'échec d'un vote de confiance sollicité par Janez Drnovšek, au pouvoir depuis 1992.
Il succède donc au gouvernement Drnovšek III, constitué et soutenu initialement par une coalition entre la Démocratie libérale slovène (LDS), le Parti populaire (SLS) et le Parti démocrate des retraités slovènes (DeSUS).

### Formation
Après que la majorité de Drnovšek s'est rompue et qu'il a perdu un vote de confiance, les deux principaux partis de l'opposition, le Parti populaire et le Parti social-démocrate, proposent le 15 avril 2000 la candidature d'Andrej Bajuk à la présidence du gouvernement. Celui-ci obtient l'investiture de l'Assemblée le 3 mai suivant, par 46 voix pour et 44 contre grâce au soutien de deux non-inscrits, un ancien député du DeSUS et un ex-élu du Parti national slovène (SNS),.
Le 23 mai, Bajuk présente son projet d'équipe gouvernementale aux députés, mais celle-ci est rejetée en obtenant autant de voix favorables que défavorables, 45 contre 45. Il présente une équipe remaniée deux semaines plus tard, et obtient le 7 juin la confiance de l'Assemblée par 46 voix pour, mettant fin à deux mois de crise politique.
Lors d'un vote à l'Assemblée le 26 juillet, le SLS+SKD se prononce en faveur d'une réforme du Code électoral prévoyant d'augmenter le seuil électoral de 3 % à 4 %. Le SDSS ainsi que Bajuk s'étaient pourtant prononcés contre. En conséquence, le président du gouvernement quitte le Parti populaire et fonde Nouvelle Slovénie  - Parti chrétien-populaire (NSi).

### Succession
Les élections législatives du 15 octobre 2000 voient une large victoire de la Démocratie libérale slovène, qui capte plus de 36 % des voix, soit 20 points d'avance sur le SDSS. Avec 31 députés sur 90, la coalition au pouvoir totalise trois députés de moins que la seule LDS. S'associant à la Liste unie des sociaux-démocrates (ZLSD), au Parti populaire et au Parti démocrate des retraités slovènes (DeSUS), Janez Drnovšek retrouve le pouvoir six semaines plus tard à la tête de son quatrième et dernier gouvernement.

## Composition
| Portefeuille                                                  | Titulaire | Titulaire        | Parti   |
| ------------------------------------------------------------- | --------- | ---------------- | ------- |
| Président du gouvernement                                     |           | Andrej Bajuk     | NSi     |
| Ministre des Finances                                         |           | Zvonko Ivanušič  | SLS+SKD |
| Ministre de l'Intérieur                                       |           | Peter Jambrek    | Sans    |
| Ministre des Affaires étrangères                              |           | Alojz Peterle    | NSi     |
| Ministre de la Justice                                        |           | Barbara Brezigar | Sans    |
| Ministre de la Défense                                        |           | Janez Janša      | SDSS    |
| Ministre du Travail, de la Famille et des Affaires sociales   |           | Miha Brejc       | SDSS    |
| Ministre des Relations économiques et du Développement        |           | Marjan Senjur    | SLS+SKD |
| Ministre des Affaires économiques                             |           | Jože Zagožen     | SDSS    |
| Ministre de l'Agriculture, des Forêts et de l'Alimentation    |           | Ciril Smrkolj    | SLS+SKD |
| Ministre des Petites et moyennes entreprises et du Tourisme   |           | Janko Razgoršek  | SLS+SKD |
| Ministre de la Culture                                        |           | Rudi Šeligo      | Sans    |
| Ministre de l'Environnement et de l'Aménagement du territoire |           | Andrej Umek      | SLS+SKD |
| Ministre des Transports et des Communications                 |           | Anton Bergauer   | SLS+SKD |
| Ministre de l'Éducation et des Sports                         |           | Lovro Šturm      | Sans    |
| Ministre de la Santé                                          |           | Andrej Bručan    | SDSS    |
| Ministre de la Science et de la Technologie                   |           | Lojze Marinček   | SLS+SKD |
| Ministre sans portefeuille Chargé de la Législation           |           | Tone Jerovšek    | Sans    |